# Richard Bingham (2e comte de Lucan)
Richard Bingham, 2e comte de Lucan (4 décembre 1764 - 30 juin 1839) titré Lord Bingham jusqu'en 1799, est un pair irlandais et un homme politique conservateur.

## Biographie
Il est le fils unique de Charles Bingham (1er comte de Lucan) et de son épouse, Margaret Bingham, fille de James Smith. Il fait ses études au Royal College of St Peter à Westminster et à Christ Church, Oxford. En 1799, il succède à son père comme comte.
Il entre à la Chambre des communes britannique pour St Albans en 1790, représentant la circonscription jusqu'en 1800. Après l'acte d'Union de l'année suivante, il siège à la Chambre des lords à titre de pair de 1802 à sa mort en 1839.

## Famille
Le 26 mai 1794, il épouse Elizabeth Belasyse, troisième fille de Henry Belasyse (2e comte Fauconberg) et ancienne épouse de Bernard Howard (12e duc de Norfolk), et a cinq filles et deux fils. Ils se séparent en 1804. Bingham est décédé à l'âge de 74 ans à son domicile à Serpentine Terrace, Knightsbridge Son fils aîné, George Bingham (3e comte de Lucan) lui succède. Son deuxième fils, Richard Camden Bingham, est diplomate et sa fille aînée, Elizabeth, épouse George Harcourt.